# Krasnogorsk-3

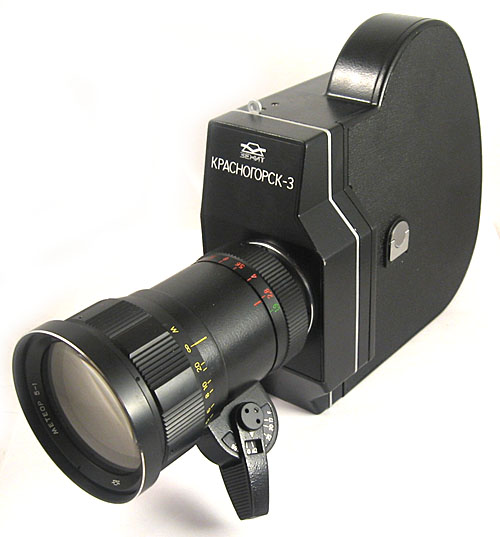
Kamera Krasnogorsk-3

Krasnogorsk-3 – amatorska kamera filmowa 16 mm produkcji ZSRR. 
Kamera, produkowana od 1973, była modyfikacją poprzednich modeli: Krasnogorsk-1 i Krasnogorsk-2. Zastosowano tutaj standardowe szpule dzienne o pojemności 30 m w miejsce kaset na taśmę filmową. Powyższe wiązało się ze zmianą kształtu obudowy. Pozostałe dane techniczne kamery:
- układ półautomatycznego nawlekania taśmy do kanału kamery,
- układ refleksowy z wirującą migawką lustrzaną,
- układ wewnętrznego pomiaru ekspozycji,
- napęd sprężynowy,
- częstotliwość zdjęć: 8, 12, 16, 24 oraz 48 klatek na sekundę, a także możliwość robienia zdjęć poklatkowych[1],
- mocowanie obiektywów na gwint M42,
- w sprzedaży oferowano z obiektywem zoom Meteor 5-1 1:1,9/17-69 mm[2].